# Tachygyna tuoba
Tachygyna tuoba är en spindelart som först beskrevs av Chamberlin och Ivie 1933.  Tachygyna tuoba ingår i släktet Tachygyna och familjen täckvävarspindlar. Inga underarter finns listade i Catalogue of Life.